# IA-completo
L'espressione IA-completo (o IA-difficile), creata alludendo ai termini NP-completo e Turing-completo, designa un problema la cui risoluzione è considerata equivalente alla creazione di una intelligenza artificiale realistica. La comprensione completa della lingua naturale ad esempio è generalmente considerata un problema IA-completo poiché la comprensione dei testi necessita della comprensione dei concetti ad essi associati.